# Torsa (illa)
Torsa o Torsay és una illa de les illes Slate, que al seu torn formen part de les Hèbrides Interiors, a la costa est d'Escòcia. Està situada a l'est de Luing i al sud de Seil.
L'illa ocupa una superfície de 113 hectàrees i la seva altitud màxima sobre el nivell del mar és de 62 metres.
L'illa està habitada des dels anys 60. Existeix només una casa d'estiueig en ella. La seva principal activitat econòmica és la criança de bestiar. Els animals de bestiar són d'una raça especial, criats especialment per a la resistència i portats des de la veïna illa de Luing.
L'illa està connectada amb la seva petita companya Torsa Beag (en gaèlic per a "Petita Torsa").